# Фрэнкония-Спрингфилд (станция метро)
Фрэнкония-Спрингфилд (англ. Franconia–Springfield) — наземная (открытая) станция Вашингтонгского метро на Синей линии (конечная станция линии) и пассажирская станция Виргинского ж/д экспресса на Линии Фредериксбург. В часы пик также обслуживается Жёлтой линией. Она представлена тремя платформами: 1 островной (используется метро) и 2 боковыми (для ж/д экспресса Virginia Railway Express). Станция обслуживается Washington Metropolitan Area Transit Authority. Расположена в Спрингфилде на пересечении Фрэнкония-Спрингфилд-парквэй и Фронтиер-драйв. Это 9-я по загруженности станция Вашингтонского метрополитена в Виргинии
Станция для обслуживания Вашингтонским метрополитеном была открыта 29 июня 1997 года.
С 1981 года оператором метрополитена WMATA планировалось расширение сети метро в Спрингфилд. И только в 1991 году проект был обеспечен необходимым финансированием. С открытием станции Синия линия была продлена на 5,3 км на восток от станции Ван-Дорн-стрит. В период 1997—2010 года станция также обслуживалась для пригородной линии Northeast Regional компании Amtrak.

## Режим работы
Открытие — 4:50
Отправление первого поезда в направлении:
- ст. Ларго-таун-сентер — 5:00
- ст. Гринбелт — 6:22

Отправление последнего поезда в направлении:
- ст. Ларго-таун-сентер — 23:29
- ст. Гринбелт — 18:04